# Francisco Rallo Lahoz
Francisco Rallo Lahoz (Alcañiz, Teruel, 16 de octubre de 1924 – Zaragoza, 31 de enero de 2017) fue un escultor de Aragón, España.

## Biografía

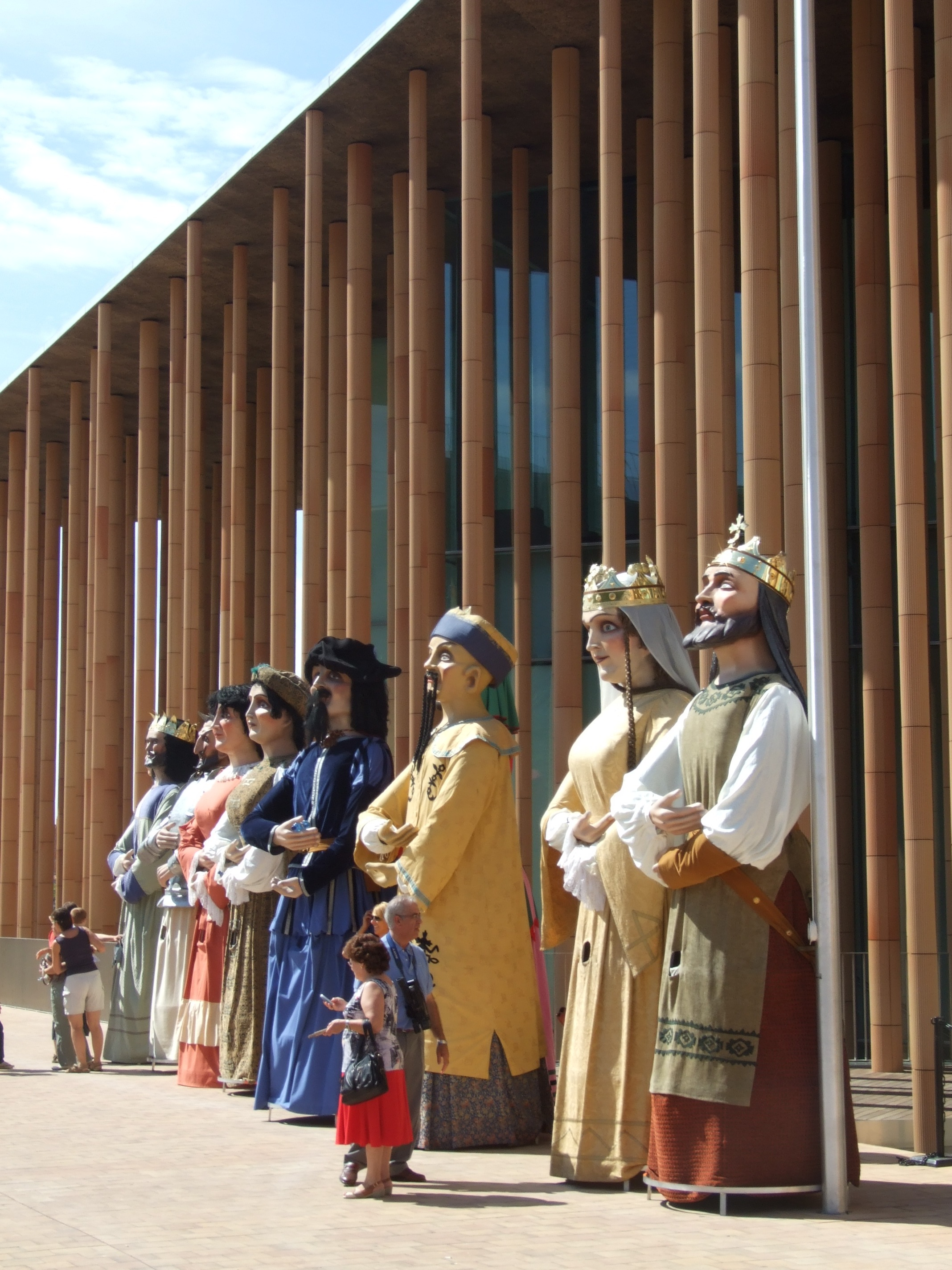
Comparsa de Gigantes de Zaragoza.

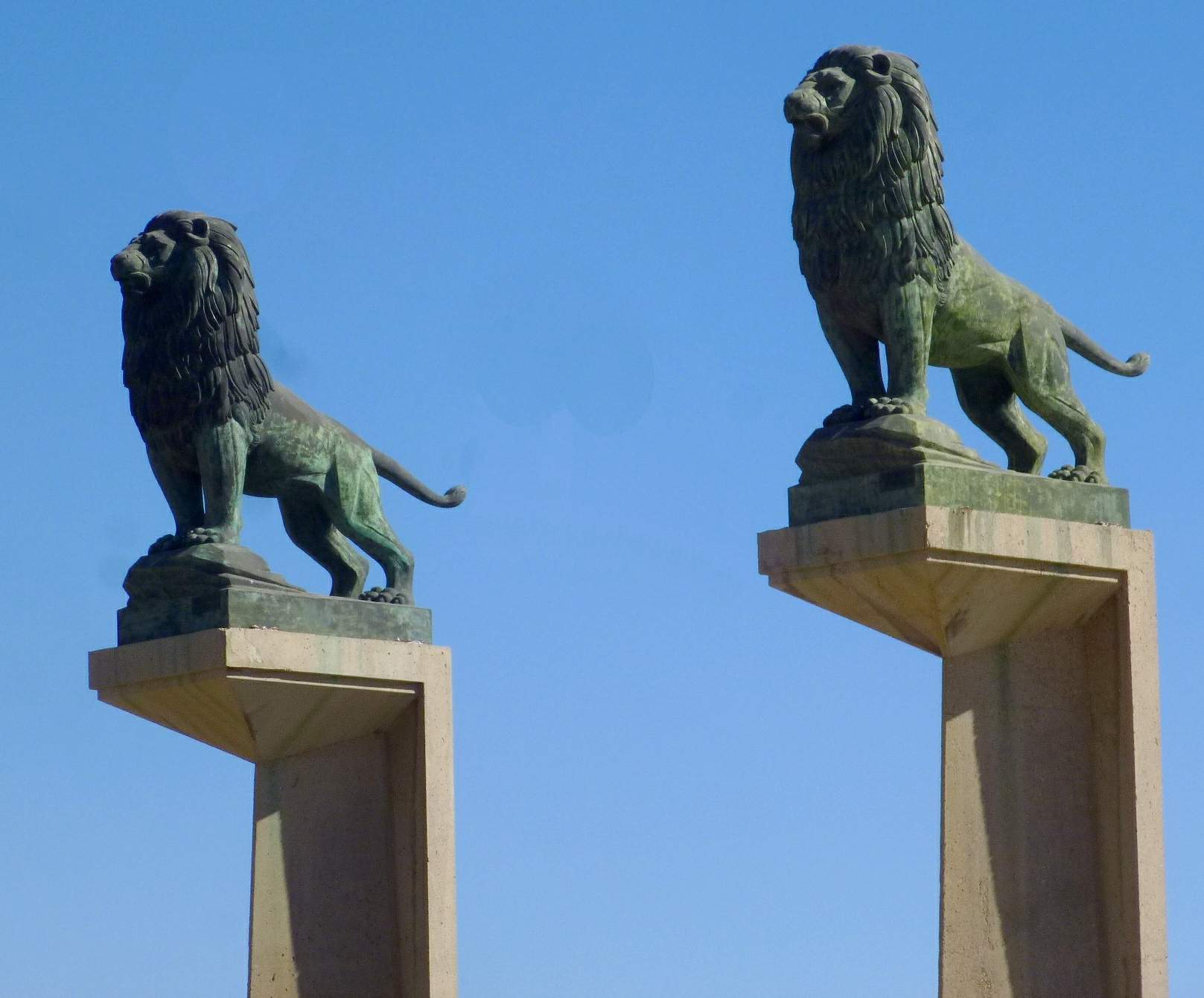
Leones del Puente de Piedra de Zaragoza.

José de Palafox y Agustina de Aragón

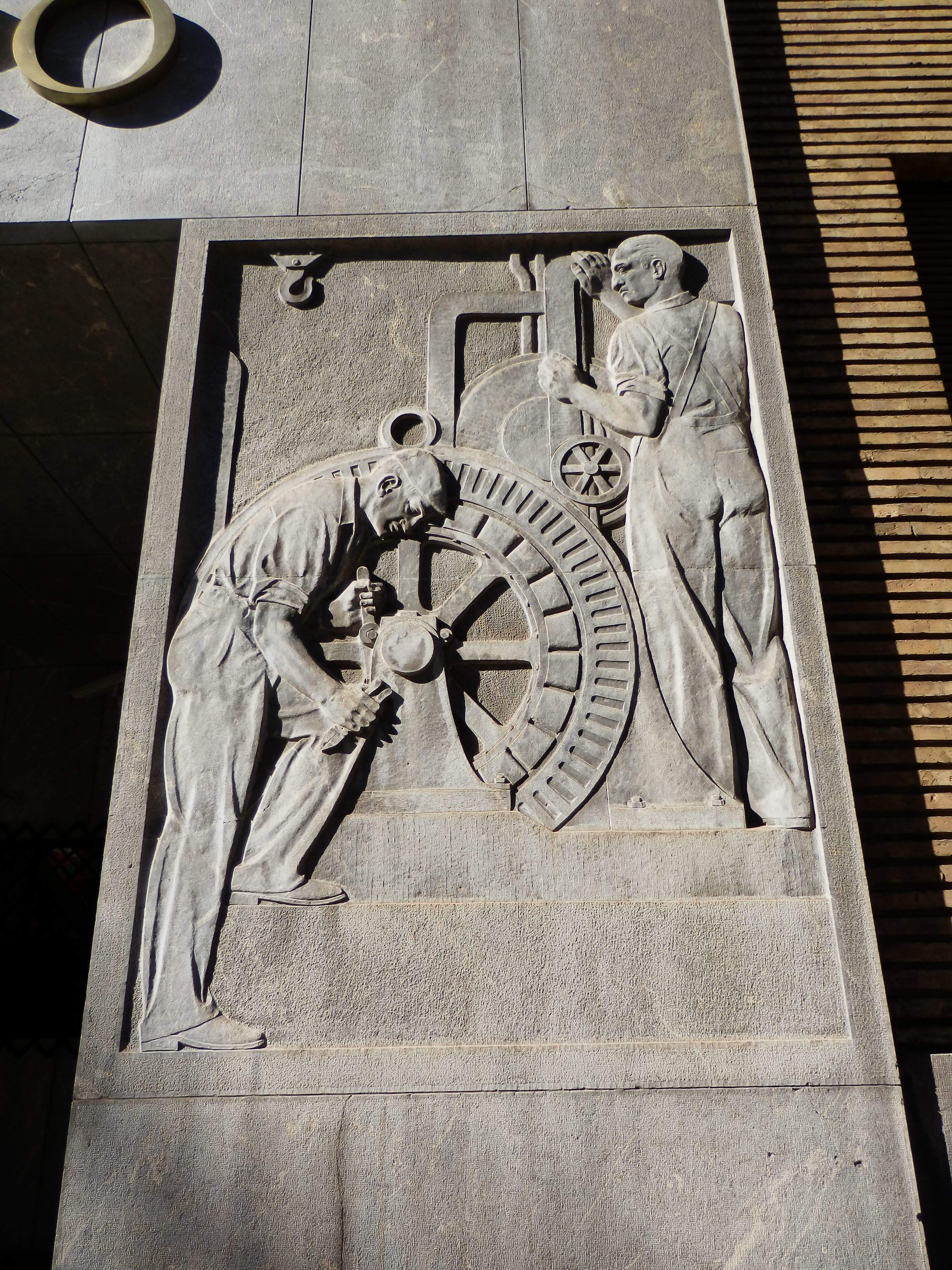
Francisco Rallo como modelo a la derecha en el bajorrelieve derecho de la sede de la Confederación Hidrográfica del Ebro.

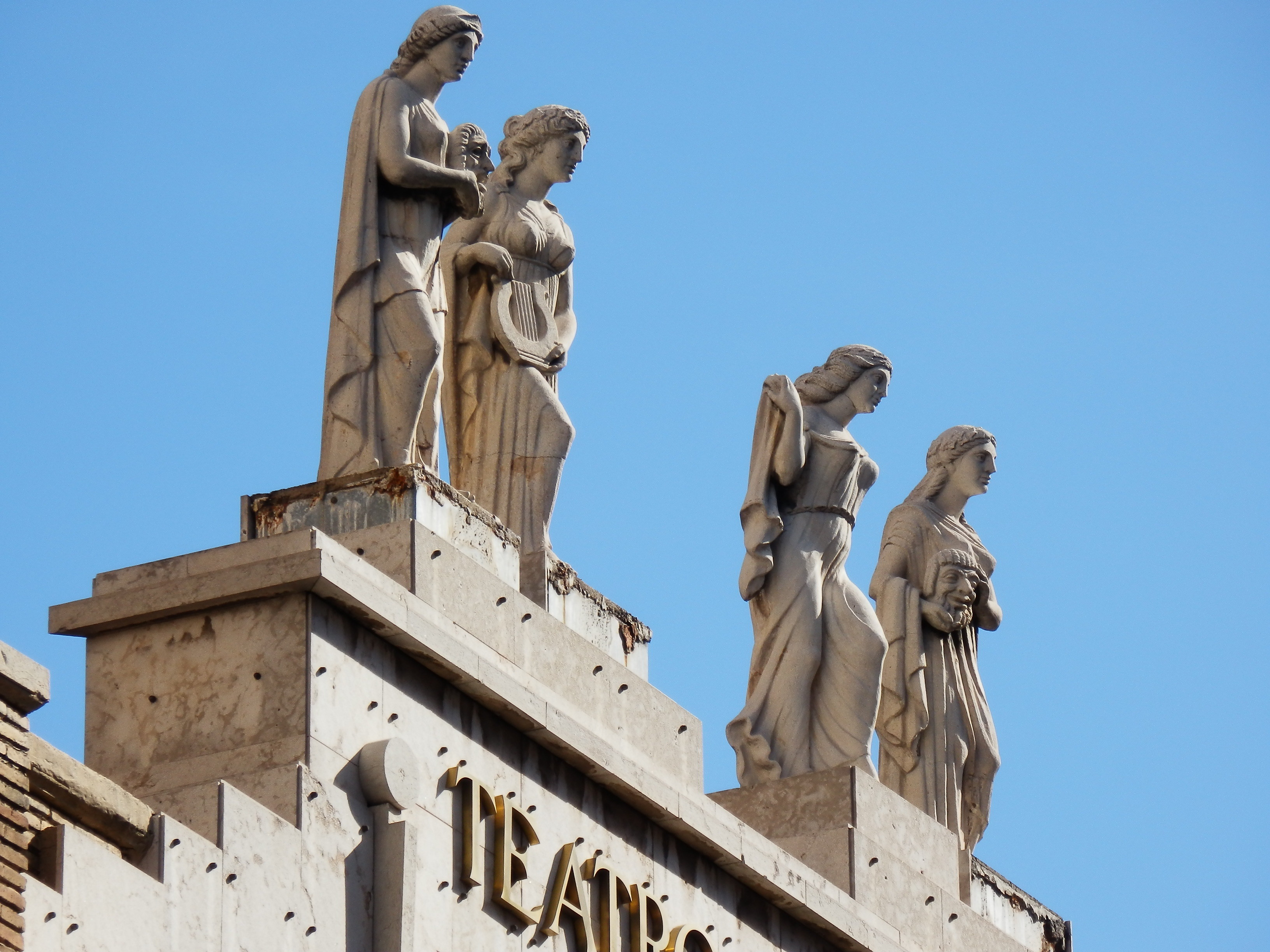
Musas en el Teatro Principal Zaragoza.

A los 6 meses de nacer su familia se trasladó a Clermont- Ferrand, Francia donde realizaron labores de campo durante un año. Después se trasladaron a Zaragoza donde su padre, Miguel Rallo Calvo, trabajó como comerciante de tejidos y su madre, Josefa Lahoz Gil, montó una tienda de vinos y comidas. Estudió en el colegio Palafox, detrás de la Seo, y en los Escolapios, que llamaron a sus padres para recomendarles que hiciera el Bachiller porque sacaba buenas notas. Como en aquel tiempo su padre no tenía trabajo no pudo estudiar el Bachillerato.
Hacia 1945 la familia se trasladó a vivir a la calle Madre Sacramento y Francisco pasó a estudiar en el colegio público Joaquín Costa y como al empezar la Guerra Civil fue convertido en Hospital trasladaron a los niños a un aula de la Facultad de Medicina.
Hacia los 12 años se aficionó a esculpir con navaja pequeños objetos de escayola con piezas sobrantes de una fábrica de clarión en la calle Doctor Horno Alcorta.
A los 14 años entró de aprendiz en Mármoles Loran, en la calle Conde de Aranda. Al verle inclinaciones artísticas, su patrono le obligó a ir todas las tardes de 7 a 9 a la escuela de Artes Aplicadas y Oficios Artesanales de Zaragoza. Sacó buenas notas y se hizo amigo de Julio Alvar, Miguel Ángel y Jorge Albareda, Dolores Franco Secorun, Emilio Benedicto, Domingo Sanz Azcona, Morales, José Pintado, Luis Herranz Zabal y José Luis Pomarón.
De 1958 a 1960 pasó por fundiciones para aprender y estudiar su técnica. 
En 1961 fue becado por oposición por el Ayuntamiento de Zaragoza y entregó por su beca la escultura Madrecita, 1952 que está situada en la escalera principal del Ayuntamiento.
Durante 6 años estuvo en el taller de Félix Burriel en el paseo de Pamplona, primero como discípulo y luego a sueldo. En esa época el taller trabajó en la talla de Cristo Rey para la Iglesia del Camino de las Fuentes, el grupo escultórico en la parte superior del edificio Eliseos en el paseo de Sagasta, 2. Después Félix Burriel trasladó su estudio detrás de la Iglesia de Santiago y frente a la calle Doncellas. El estudio fue proyectado por Regino Borobio Ojeda y José Borobio Ojeda, que entonces estaban construyendo la sede de la CHE. Para la sede le encargaron los dos relieves que están a los lados de la puerta principal. Francisco Rallo posó como modelo para el trabajador que está de pie junto a la hormigonera.
Realizó el servicio militar en Infantería destinado en el Batallón 16 agrupación VI de Montaña. Durante los 30 meses trabajó como bibliotecario, topógrafo, secretario del juzgado militar, cabo, ayudante del Coronel. En la oficina de mando de la Comandancia Militar de Barbastro preparó planos para maniobras y panorámicas en el terreno. Aprendió a escribir a máquina. En Barbastro fue el secretario del general Serafín Sánchez Fuensanta. Estuvo 5 meses en Huesca en Capitanía con el coronel. En Graus pasó un año.
Tras licenciarse del servicio militar ya no pudo continuar trabajando en el taller de Félix Burriel. Entró como aprendiz en Mármoles Viuda de Joaquín Beltrán en el paseo de Cuéllar, donde adquirió el conocimiento y la práctica de la talla en piedra y mármol para el arte funerario. Estuvo un año y medio.
En 1960 abrió su propio taller en un local en el que tenían tienda sus padres, en la calle Madre Sacramento, 37.
A los 27 años contrajo matrimonio con Encarna Gómez Valenzuela.
Se trasladó a un estudio más grande en el número 59 de la calle Madre Sacramento.
Sus primeras esculturas fueron el retrato de su padre Miguel Rallo Calvo en 1954, una estatua De Alcañiz en 1958, un relieve pequeño en madera de una Ermita de la Codoñera (Teruel) en 1944, un relieve Alegoría a la Virgen del Pilar en 1946, un retrato al pintor Luis Herranz Zabal en 1960, su autorretrato en 1952 y un retrato de Manuel Arcón en 1953.
Su primera obra destacable, un retablo para una iglesia en Gargallo (Teruel), lo realizó en 1964, y continuó su gran producción religiosa con una destacada composición en la que resaltaba los aspectos espirituales. Era un gran dominador de la técnica. Clásico en la escultura religiosa, con tonos de realismo psicológico en la mayor parte de su obra, a partir de la década de 1970 afinó las formas de las esculturas femeninas lo que, para algunos críticos, es la parte más significativa de su producción. Considerado uno de los escultores figurativos más importantes de la segunda mitad del siglo XX en España.
Del conjunto de su obra, además de la abundante producción sobre temas religiosos, destacan los monumentos en bronce como el de Nicanor Villalta, los Cuatro leones del Puente de Piedra o las musas del Teatro Principal (1969-1970).
Entre sus más destacables obras, encontramos la Comparsa de Gigantes de Zaragoza. En 1999 hizo los Reyes, el Chino y la Negra, Don Quijote y Dulcinea, los Duques de Villahermosa, y los Bearneses, y en 2008 José de Palafox y Agustina de Aragón. En los Gigantes recuperó la caricatura tradicional del siglo XIX y consiguió recuperar en los gigantes el aspecto de las antiguas figuras de Félix Oroz. 
Durante 10 años fue presidente de la Asociación Profesional de Artistas Plásticos.
Fundador de la Asociación VEGAP para defender los derechos de autor y de la propiedad intelectual.
En el año 2001, la Diputación Provincial de Zaragoza le dedicó una exposición retrospectiva en el Palacio de Sástago. Su última obra fue un busto dedicado a Antonio Beltrán Martínez ubicado en la plaza San Francisco de Zaragoza.
Dijo:

He aguantado la tarascada de la abstracción sin beligerancia alguna y me he asentado en mis fundamentos.

En el trabajo con los distintos materiales: madera, mármol, alabastros, piedra arenisca, piedra caliza, arcilla, escayola, bronces y otros, se llega a tener una comunión entre el cerebro, las manos y el material, donde el diálogo con la obra y la materia que te habla de como es, como debes tratarla, pues ninguna es igual en densidad, en vetas, texturas etc. Así escuchándola, te dice: «amigo mío me has entendido».

Estoy satisfecho, muy contento de haber sido escultor, es maravilloso el poder crear, aunque siempre queden en la carpeta y en la mente cosas por hacer.

Falleció al complicarse una hepatitis que arrastraba desde el servicio militar con una neumonía. Fue enterrado en el cementerio de Torrero (Zaragoza) el 2 de febrero de 2017.

## Obras

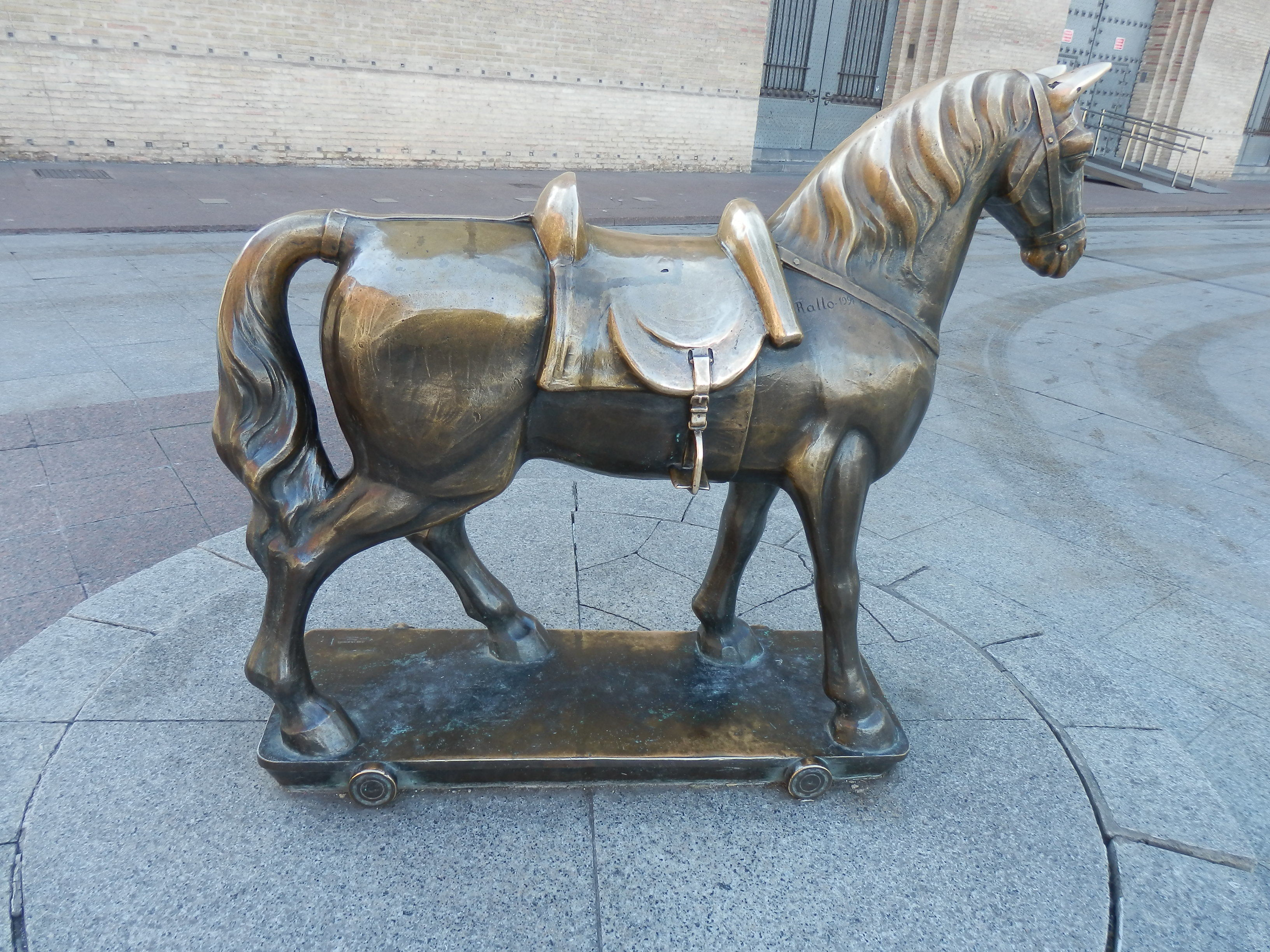
Caballito detrás de La Lonja de Zaragoza.

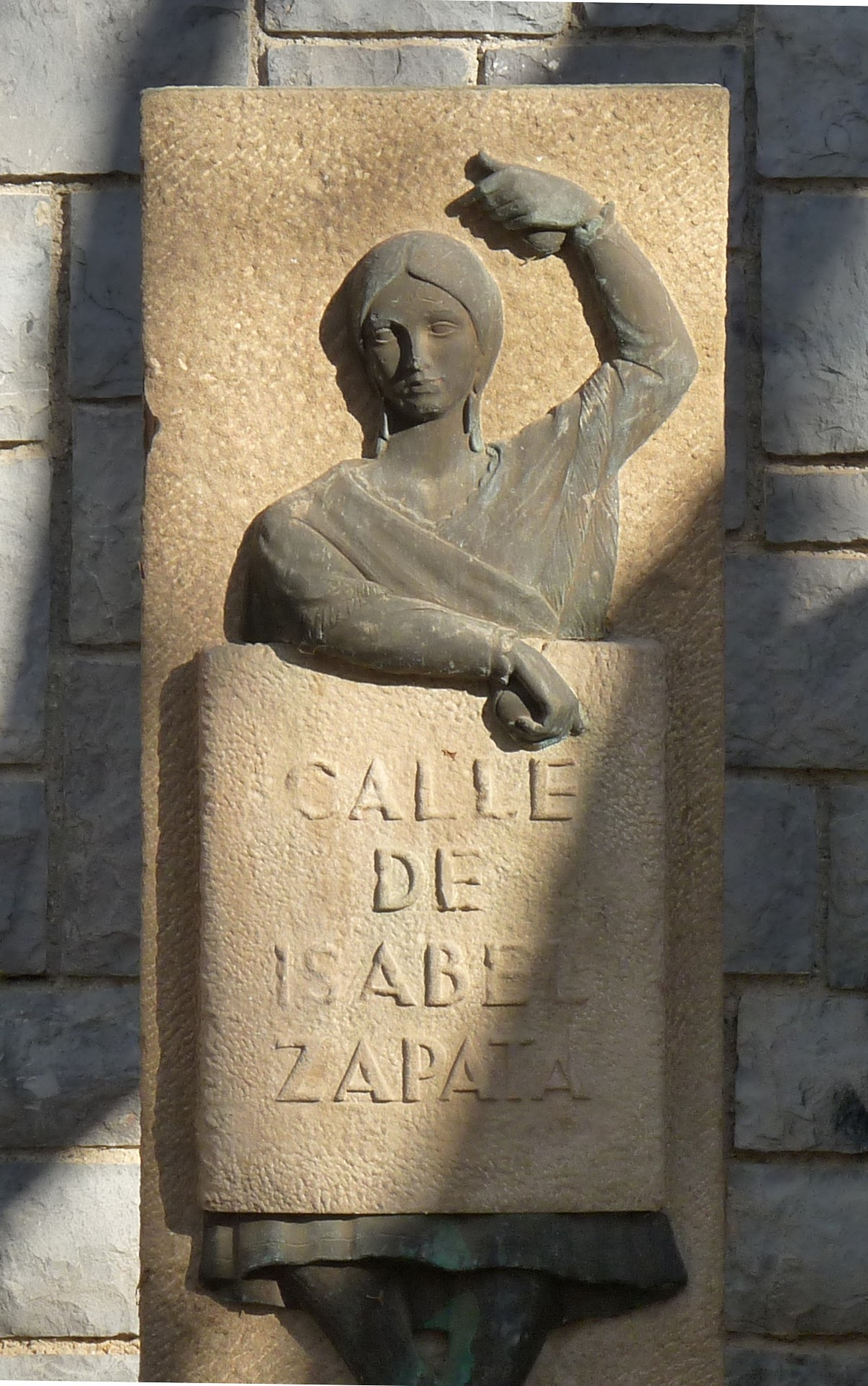
Calle de Isabel Zapata en Zaragoza.

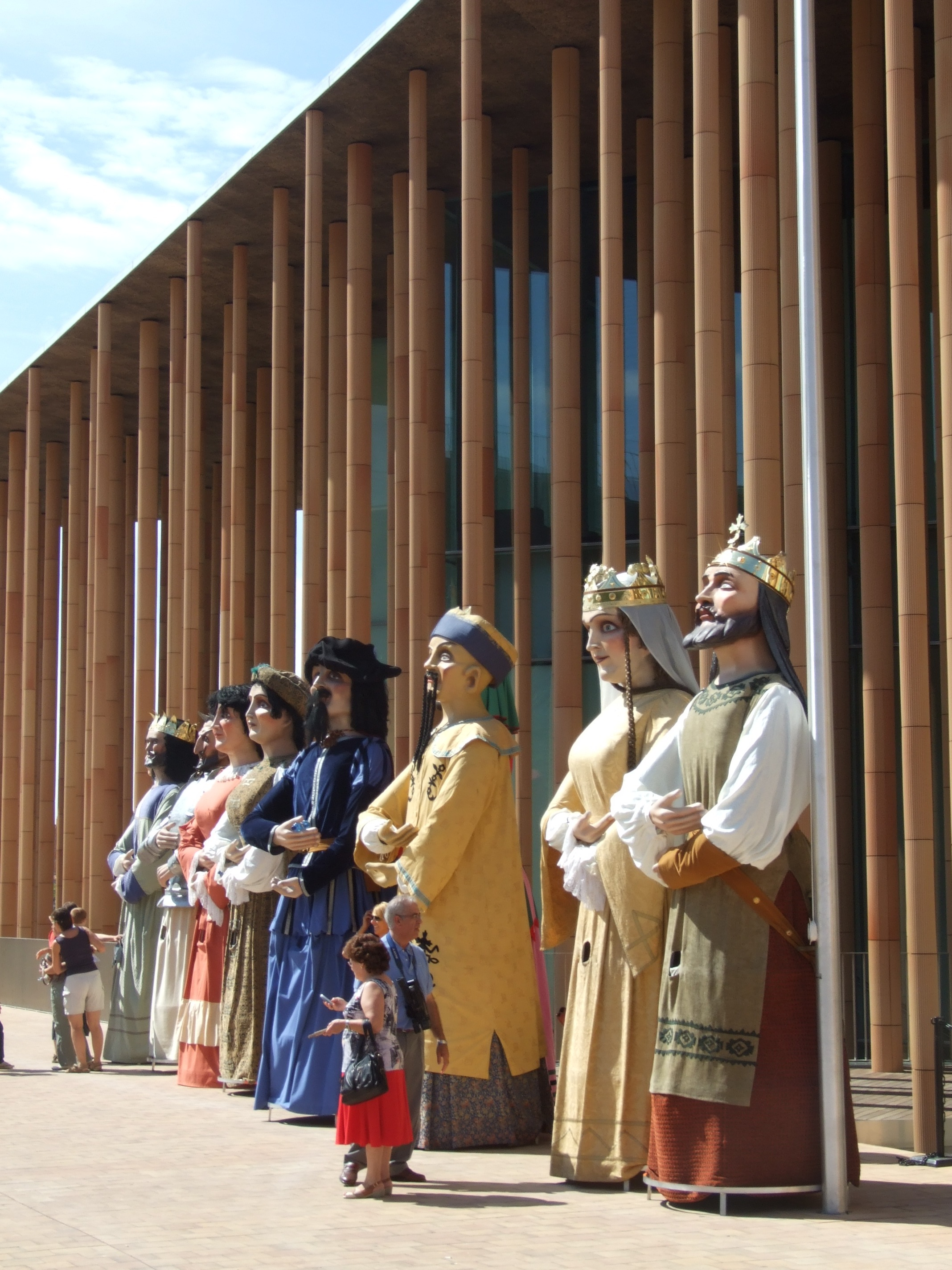
Los Gigantes de Zaragoza

- Los Gigantes de Zaragoza (1999 y 2008)
- Niños con peces en la Plaza del Pilar de Zaragoza (1979).
- Caballito detrás de La Lonja de Zaragoza (1991). Réplica del de cartón que usaba el fotógrafo Ángel Cordero Gracia para montar a los niños y fotografiarles desde el año 1925 hasta que se jubiló.
- Leones del Puente de Piedra (Zaragoza).
- Medallones con el perfil de los leones en el Puente de Piedra (Zaragoza).
- Globo terráqueo en la Plaza del Pilar (Zaragoza).
- Fuente de las Musas en la Plaza Santo Domingo (Zaragoza).
- Musas del teatro: Melpómene, Thalia, Euterpe y Terpsícore, (1969-1970) en el Teatro Principal de Zaragoza.
- José Pardo Sastrón (Zaragoza).
- Alcalde Paco Lacasa (Zaragoza).
- Julián Nieto (Zaragoza).
- Calle de Isabel Zapata (Zaragoza).
- Alegoría del teatro y de la música en la Plaza Santo Domingo (Zaragoza).
- Busto de Antonio Beltrán Martínez en la plaza San Francisco (Zaragoza).
- Braulio Lausin (Ricla).
- Joaquín Costa (1992) (La Coruña).
- Nuestra Señora de la Consolación y de la Correa en la Parroquia de Santa Rita (1975) en el Camino de las Torres de Zaragoza.
- Virgen del Pilar (Zaragoza).
- Venus de Fuendetodos (Teruel).
- Nicanor Villalta en la Plaza del Portillo de Zaragoza.
- Luis Buñuel (Teruel).
- Jesús atado a la Columna en un paso procesional (Alcañiz).
- Busto del príncipe Juan Carlos (1970).
- Busto de la pianista Pilar Bayona en el Conservatorio Profesional de Música de Zaragoza.
- Busto de Miguel Labordeta (1969).[2]
- Estatua de César Augusto (1976) en el Ayuntamiento de Zaragoza.
- San José de Calasanz (1985) en Nueva York.
- Relieves para la Academia General Militar de Zaragoza (1989) realizados en acero corten.
- Restauración de los relieves de la Casa de los Morlanes, (1995-1996).
- Busto en bronce y pedestal de granito dedicado a Mamés Lozano Esperabé, (1996), en  Ejea de los Caballeros.

## Reconocimientos
- Académico de la Real Academia de Bellas Artes de San Luis (1995).
- Tiene una calle dedicada en Zaragoza.[4]

## Galería
|                                           |
| Musas en el Teatro Principal de Zaragoza. |

|                                           |
| Musas en el Teatro Principal de Zaragoza. |

|                                           |
| Musas en el Teatro Principal de Zaragoza. |

|                                                |
| Musas junto al Teatro del Mercado de Zaragoza. |

|                          |
| Joaquín Costa en Coruña. |

|                                                                               |
| Busto de Pilar Bayona en el Conservatorio Profesional de Música de Zaragoza.. |

|                                        |
| Busto de Nicanor Villalta en Zaragoza. |

|                                                                      |
| Restauración de los relieves de la Casa de los Morlanes de Zaragoza. |

|                                                                         |
| León en un medallón de las luminarias del Puente de Piedra de Zaragoza. |